# الخطوط الجوية الأفغانية أريانا الرحلة 202
كانت رحلة رقم 202 التابعة لشركة الخطوط الجوية الأفغانية أريانا ( YA-BAG ) رحلة ركاب مدنية دولية مجدولة من لبنان إلى أفغانستان في 21 نوفمبر 1959. انطلقت الطائرة من بيروت وكانت متجهة إلى كابول، مع توقف في مهرآباد في إيران وتوقف آخر في قندهار في أفغانستان. بعد دقيقتين من الإقلاع تحطمت الطائرة، وهي من طراز دوغلاس دي سي-4، على جانب تل في عرمون. تسبب الاصطدام في اندلاع حريق في المقصورة، مما أسفر عن مقتل 24 من إجمالي 27 راكباً كانوا على متن الطائرة في مكان الحادث. تم نقل الناجين الثلاثة إلى مستشفى في بيروت بعد وقت قصير من الحادث، وتوفي اثنان منهم لاحقًا متأثرين بجراحهما.

## التحقيق بالحادث
أُجري تحقيق في سبب الحادث، ووجد التقرير أنه في اليوم السابق، بعد وصول الطائرة من فرانكفورت، ألمانيا الغربية، تأخرت الرحلة لمدة 20 ساعة بسبب صعوبات فنية. لذا تم اقتراح سببين:
- خطأ ملاحي: لم يقم الطيار بتنفيذ الإنعطاف إلى اليمين بشكل صحيح في وقت مبكر كما كان ينبغي، إما لأنه نسي أو كان مشتتًا بسبب حدث غير عادي.
- حريق في المحرك رقم 1، مما دفع الطيار إلى اتخاذ إجراءات طارئة مما أدى إلى انخفاض معدل الدوران والصعود.

## روابط خارجية
- AirDisaster.com قاعدة بيانات الحوادث[usurped]